# Chime (Unternehmen)
Chime ist ein US-amerikanisches Finanztechnologieunternehmen mit Sitz in San Francisco, das gebührenfreie mobile Bankdienstleistungen anbietet, die von The Bancorp Bank oder Central National Bank bereitgestellt werden und in deren Besitz sind. Kontoinhaber erhalten Visa-Debitkarten und haben Zugriff auf ein Online-Banking-System, das über die Website oder mobile Apps genutzt werden kann. Chime erwirtschaftet den Großteil seiner Einnahmen aus dem Einzug von Interbankenentgelten. Chime hat keine physischen Filialen und erhebt keine monatlichen Gebühren oder Überziehungsgebühren. Im Februar 2020 hatte Chime 8 Millionen Kontoinhaber.

## Geschichte
Chime wurde 2013 von Chris Britt und Ryan King in San Francisco als Alternative zu traditionellen Banken gegründet. Das Unternehmen hatte am 15. April 2014 in der Show von Phil McGraw einen Auftritt. Das Unternehmen richtete sich vorwiegend an jüngere  und technologieaffine Kunden, welche den hohen Gebühren traditioneller Finanzdienstleister entgehen wollen. Bis 2020 hat Chime 1,5 Milliarden US-Dollar an privaten Geldern gesammelt und eine Bewertung von 14,5 Milliarden US-Dollar erhalten.
Im Rahmen der COVID-19-Pandemie erlebte der Dienst ein beschleunigtes Wachstum. Über Chime wurden Hilfszahlungen der US-Regierung in Höhe von über 300 Milliarden US-Dollar verteilt.

## Produkte
Chime bietet verschiedene gebührenfreie Bankprodukte an, darunter Girokonten ohne Mindestguthaben, eine automatische Sparfunktion und einen frühzeitigen Lohnzugang. Im Juni 2020 stellte das Unternehmen eine eigene Kreditkarte vor.

## Sponsoring
Im Januar 2020 gab Chime eine Partnerschaft mit dem Basketballfranchise Dallas Mavericks als deren Trikotsponsor im Rahmen eines mehrjährigen Vertrags bekannt.